# Leopold Tyrmand

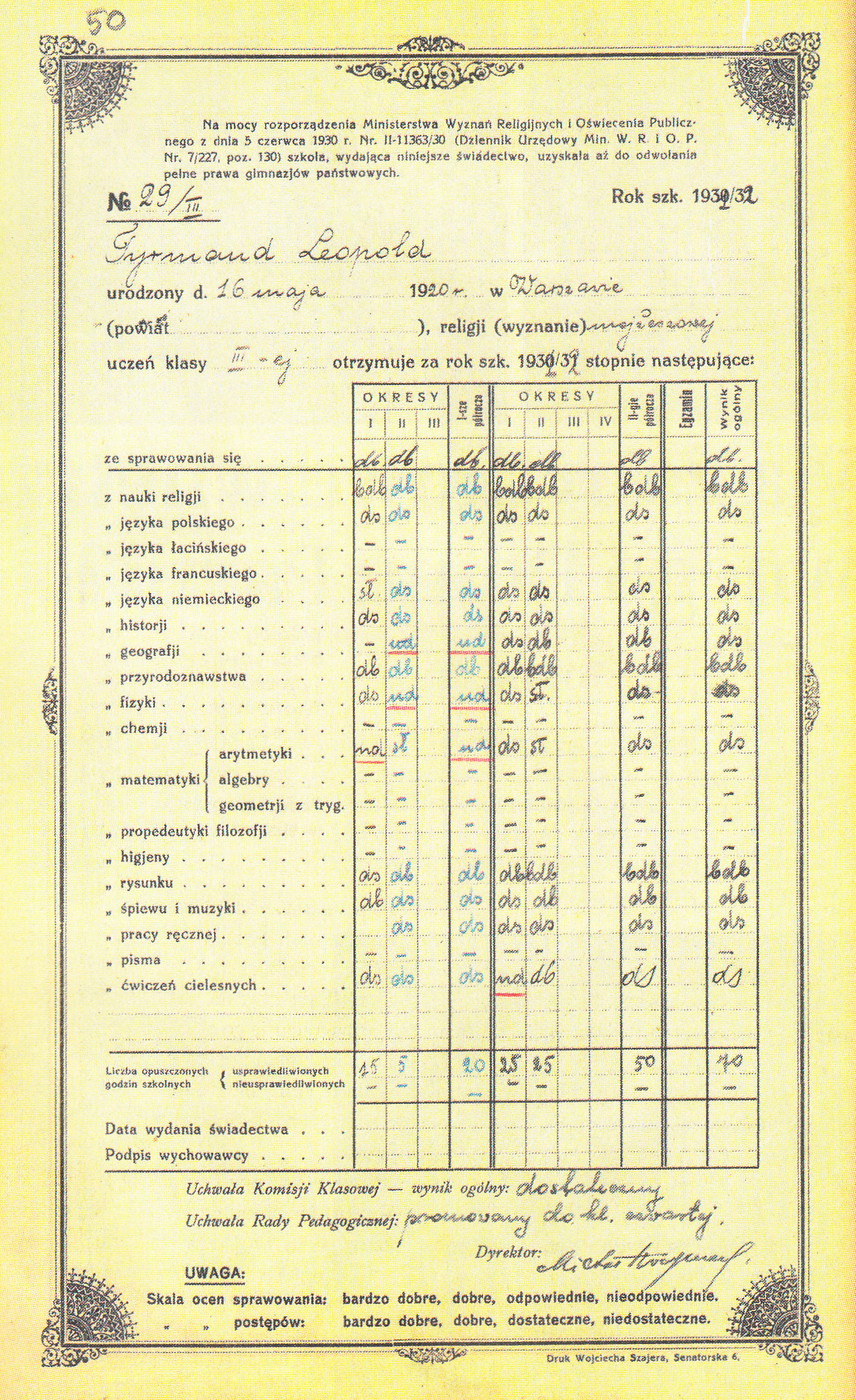
Świadectwo z katalogiem ocen uzyskanych przez Leopolda Tyrmanda w III klasie Prywatnego Gimnazjum i Liceum Męskiego im. A. Kreczmara w Warszawie (1932)

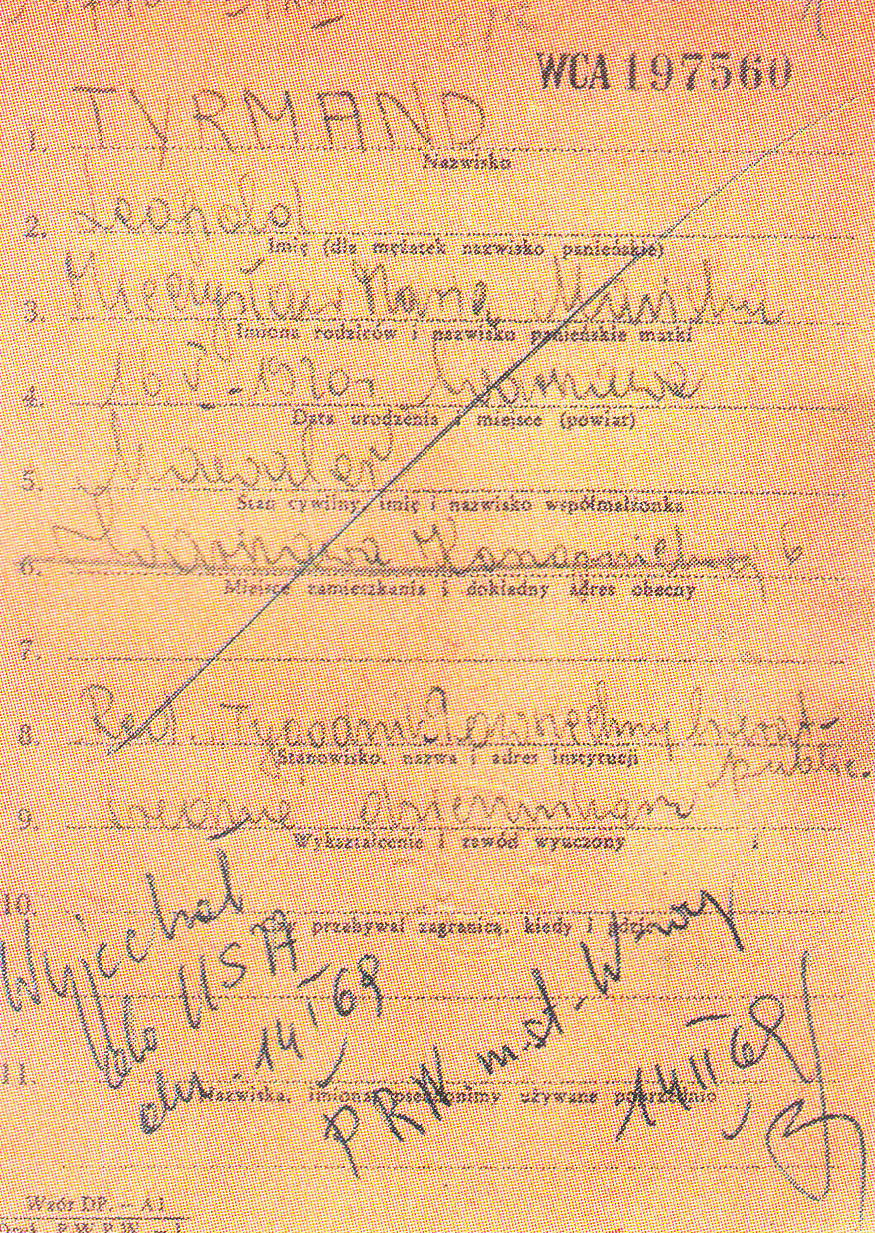
Pierwsza strona metryczki dokumentu tożsamości Leopolda Tyrmanda (formularz zawierający dane niezbędne do wystawienia dowodu osobistego) z 1953

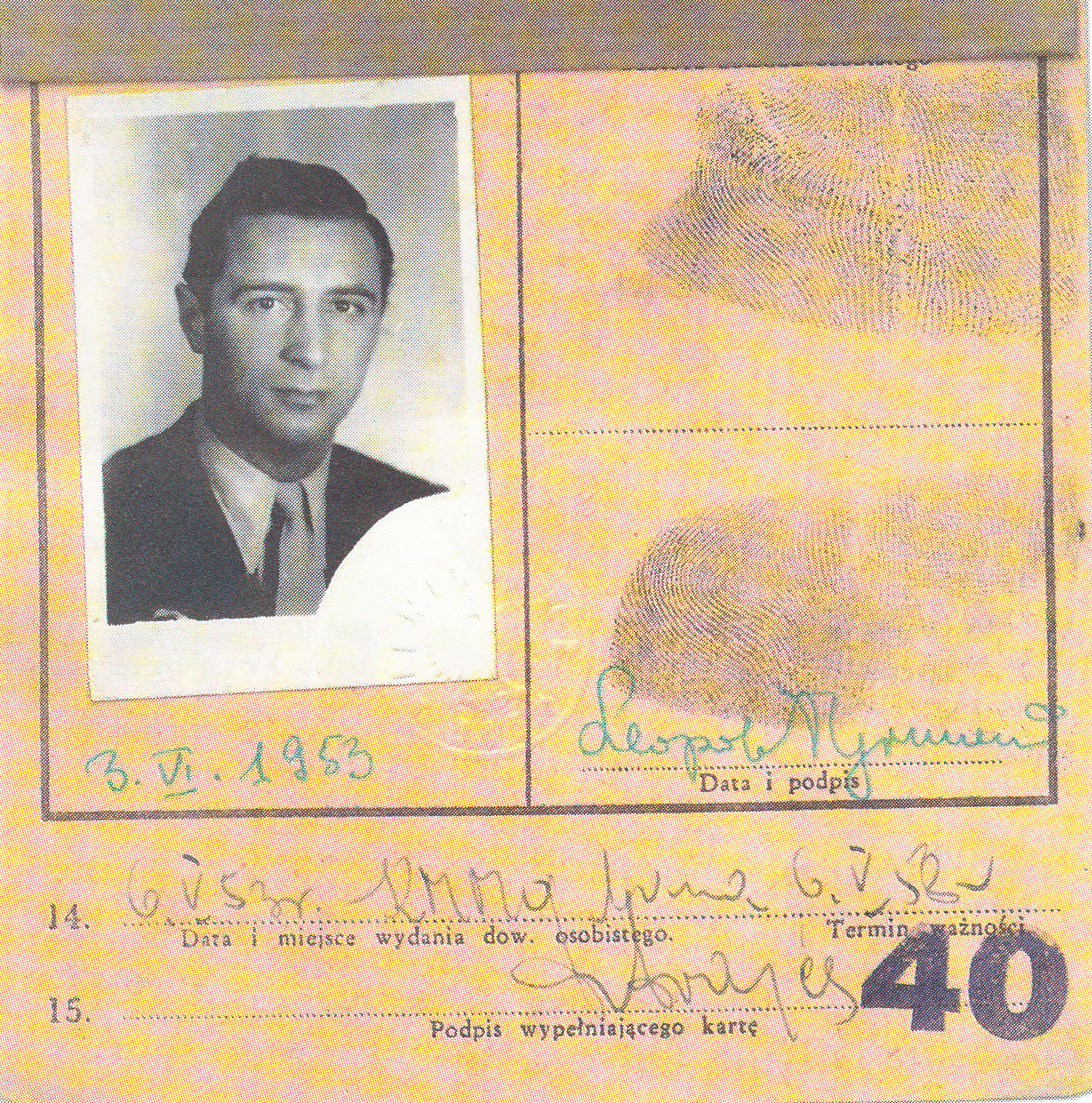
Druga strona metryczki z 1953, z fotografią, odciskami palców i podpisem pisarza

Leopold Tyrmand (ur. 16 maja 1920 w Warszawie, zm. 19 marca 1985 w Fort Myers) – polski pisarz i publicysta, popularyzator jazzu w Polsce.

## Życiorys

### Młodość
Urodził się w zasymilowanej rodzinie żydowskiej. Dziadek ze strony ojca, Zelman Tyrmand, był członkiem zarządu warszawskiej synagogi Nożyków. Ojciec, Mieczysław Tyrmand, miał hurtownię skór. Matką Tyrmanda była Maria z Mańskich. Jego rodziców podczas wojny wywieziono do Majdanka, tam zginął jego ojciec. Matka przeżyła wojnę, wyjechała do Izraela. Tyrmand nie ukrywał, że pochodzi z rodziny mieszczańskiej, ale nie wspominał o swoim pochodzeniu; na kartach Dziennika 1954 rozważał skandynawską etymologię swojego nazwiska. Dopiero w wydaniu z lat 70. stwierdza, że być może stworzył je po prostu Ernst Theodor Amadeus Hoffmann (który w pierwszych latach XIX w. − kiedy Warszawa należała do Prus − wymyślał nazwiska warszawskim Żydom).
W latach 1928–1937 był uczniem Prywatnego Gimnazjum i Liceum Męskiego im. A. Kreczmara przy ul. Wilczej 41. Później wyjechał do Paryża, gdzie przez rok studiował na wydziale architektury Państwowej Wyższej Szkoły Sztuk Pięknych w Paryżu. Zetknął się tam po raz pierwszy z zachodnioeuropejską kulturą oraz amerykańską muzyką jazzową. Obie te fascynacje pozostawiły trwały ślad w jego twórczości.

### II wojna światowa
Po wybuchu II wojny światowej Tyrmand przebywał w Warszawie, po kilku tygodniach przedostał się do Wilna, gdzie szybko stał się osobą popularną wśród tamtejszych uchodźców. Poznał wtedy m.in. Franciszka Walickiego, z którym połączyło go zainteresowanie jazzem. W czerwcu 1940 miasto zajęła Armia Czerwona. Tyrmand podjął wówczas pracę w wydawanym po polsku dzienniku „Prawda Komsomolska”. Publikował tam przez blisko rok codzienne felietony polityczno-propagandowe „Na kanwie dnia”, zajmował się też tematyką sportową. Był redaktorem naczelnym „Prawdy Pionierskiej”. Tyrmand dopiero w 1967 przyznał publicznie, że pracował dla komunistycznej gazety. Henryk Dasko tak wyjaśnia ówczesne zajęcie Tyrmanda:

miał wtedy dwadzieścia lat, był uciekinierem z okupowanej Warszawy, pozbawionym jakiegokolwiek osobistego lub środowiskowego doświadczenia z systemem komunistycznym. Pochodził z rodziny liberalnej, w której nie istniała antyrosyjska tradycja, istniały natomiast żywe sympatie lewicowe, (…) brat ojca, Jerzy Tyrmand, przyjaciel i współpracownik Oskara Langego, był komunistą i w latach dwudziestych przebywał przez dłuższy czas w Rosji.

Jesienią 1940 za pośrednictwem Waldemara Babinicza nawiązał kontakty z jedną z konspiracyjnych grup niepodległościowych. W kwietniu 1941 Tyrmand wraz z dwoma kolegami (Andrzejem Kornowiczem i Leszkiem Zawiszą) zostali aresztowani przez NKWD. Tyrmand został osadzony w więzieniu na Łukiszkach. W maju całą trójkę skazano na osiem lat więzienia za przynależność do antyradzieckiej organizacji. 22 czerwca 1941 po ataku Niemiec na Wilno Tyrmandowi i Kornowiczowi udało się uciec z rozbitego bombami transportu kolejowego i wrócić do Wilna.
Aby uniknąć identyfikacji jako Żyd (był w Wilnie osobą znaną), Tyrmand zdobył dokumenty na nazwisko obywatela francuskiego i zgłosił się dobrowolnie na roboty do Niemiec, chcąc, jak twierdził, dostać się do Francji. W III Rzeszy pracował m.in. jako tłumacz, kelner, robotnik kolejowy i marynarz. W tej ostatniej roli próbował przedostać się w 1944 do neutralnej Szwecji. Z niemieckiego statku uciekł w norweskim porcie Stavanger, został jednak schwytany i osadzony w obozie koncentracyjnym Grini, niedaleko Oslo. Tam doczekał końca wojny.

## Po wojnie

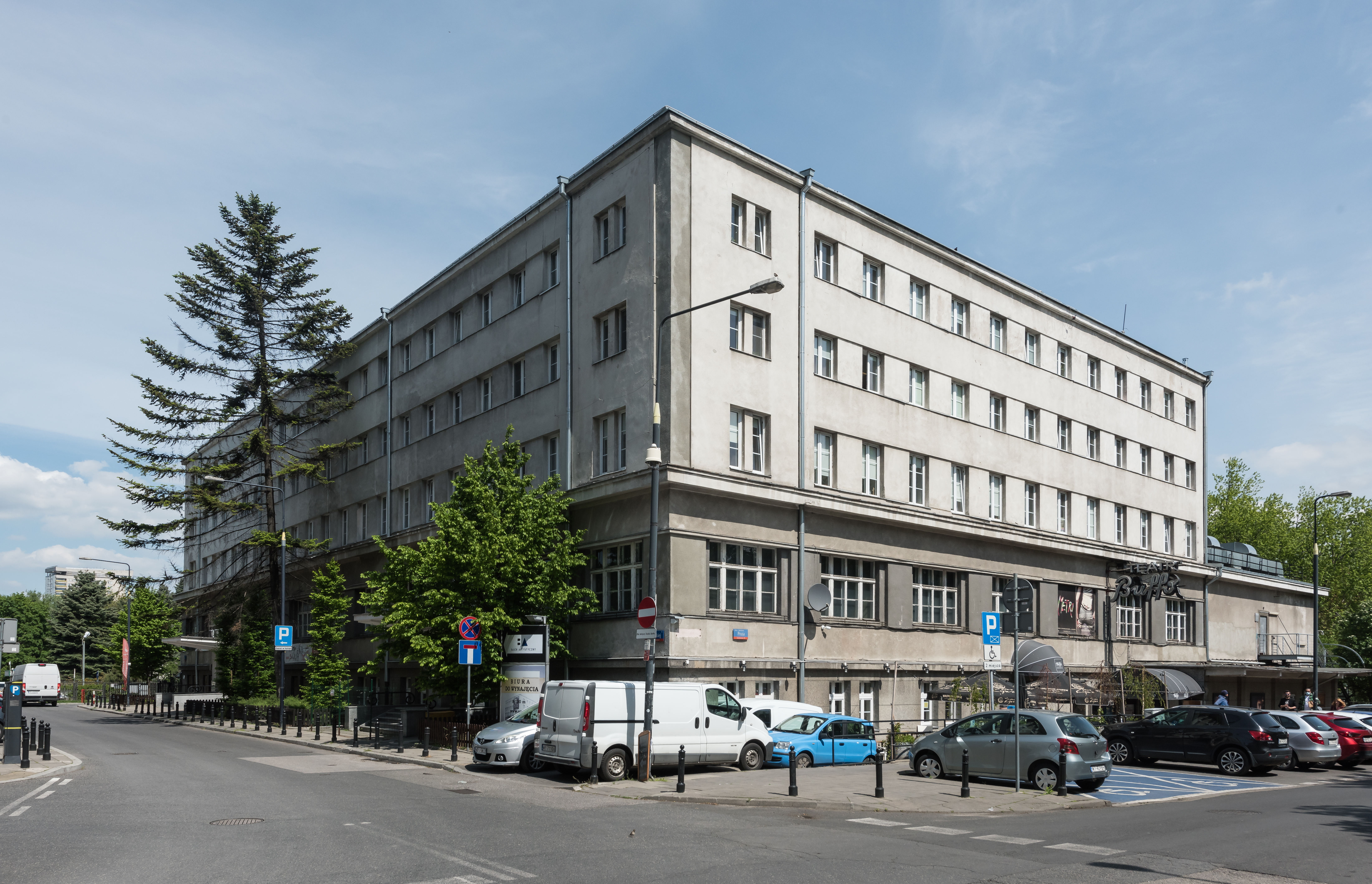
Budynek YMCA przy ul. Marii Konopnickiej 6 w Warszawie, w którym w latach 1946–1955 mieszkał Leopold Tyrmand

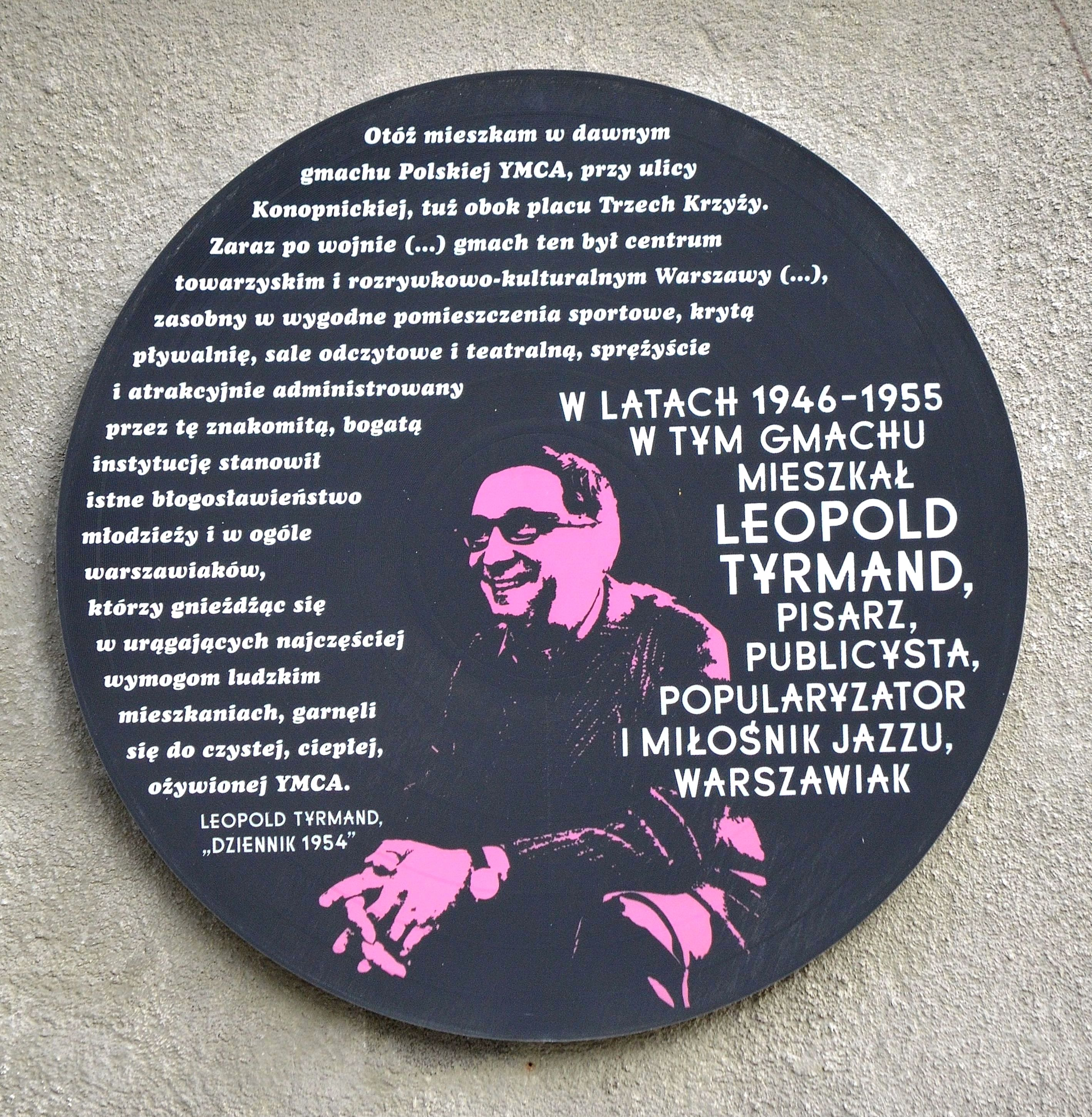
Tablica pamiątkowa na frontowej ścianie budynku

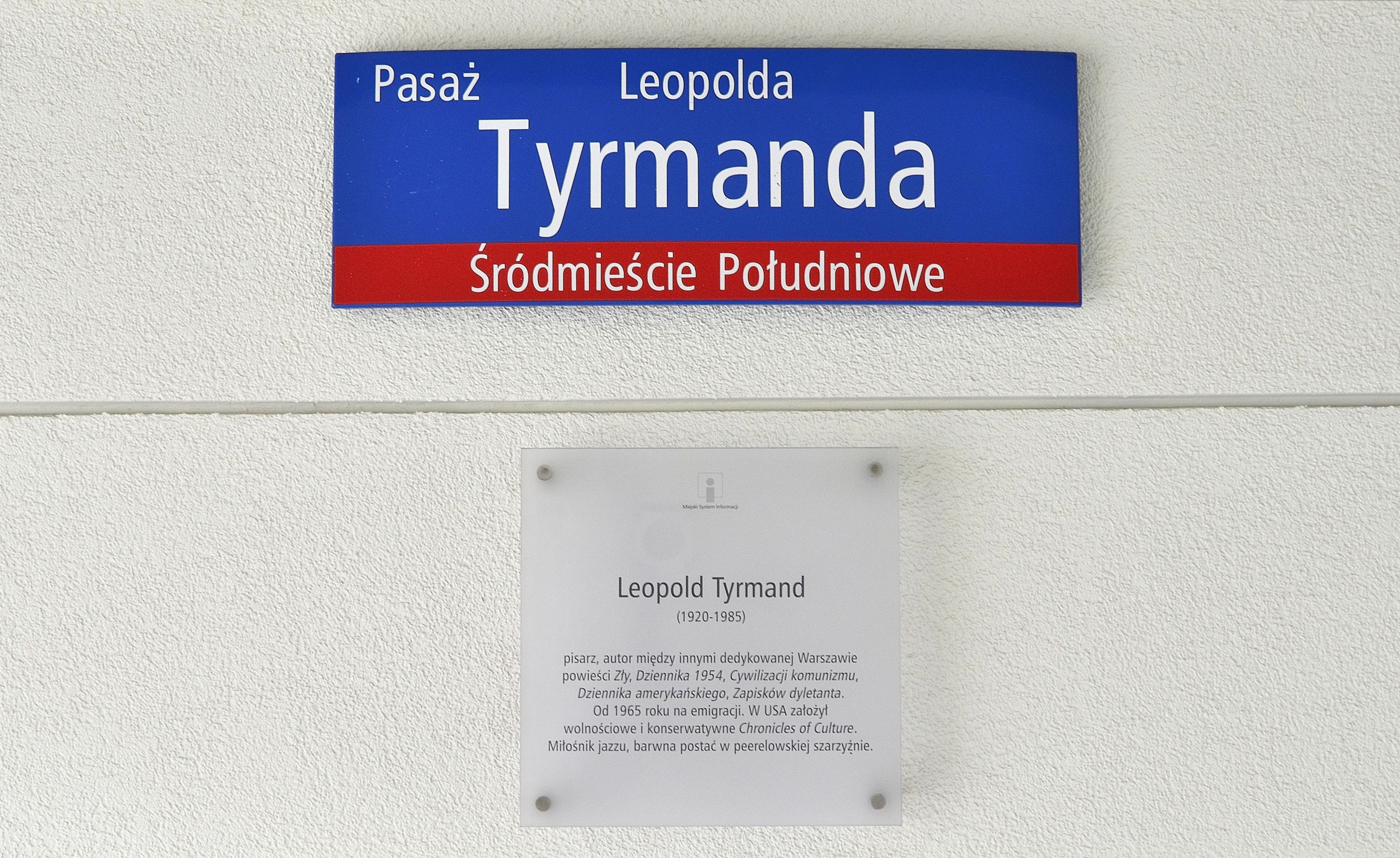
Tablice MSI w bramie kamienicy przy placu Trzech Krzyży 2

Po wojnie Tyrmand pozostał przez rok w Danii i Norwegii. Pracował dla Międzynarodowego Czerwonego Krzyża, był też korespondentem Polpressu w Norwegii, następnie kierownikiem biura prasowego polskiego poselstwa w Kopenhadze. W kwietniu 1946 powrócił do Warszawy.
Zaczął pracę jako dziennikarz w Agencji Prasowo-Informacyjnej, następnie w redakcji „Przekroju”. Pisał w wielu ówczesnych pismach: „Przekroju”, „Expressie Wieczornym”, „Tygodniku Powszechnym”, „Rzeczpospolitej”, „Dziś i Jutro” oraz „Ruchu Muzycznym”. Specjalizował się w recenzjach: teatralnych, muzycznych i sportowych. W 1948 podczas Kongresu Intelektualistów we Wrocławiu przeprowadził wywiady m.in. z Pablem Picassem i Julianem Huxleyem. W 1947 ukazał się jego pierwszy zbiór opowiadań wojennych Hotel Ansgar. Przez dwa lata pracował również w Polskim Radiu.
W 1950 Tyrmanda usunięto z redakcji „Przekroju” po napisaniu sprawozdania z turnieju bokserskiego, w którym skrytykował stronniczość radzieckich sędziów (sam turniej zakończył się protestami kibiców oraz interwencją milicji). Dzięki pomocy długoletniego przyjaciela – Stefana Kisielewskiego znalazł pracę w „Tygodniku Powszechnym”. Jednak w marcu 1953 „Tygodnik Powszechny” zamknięto po odmowie druku oficjalnego nekrologu Stalina. Tyrmand został wówczas obłożony nieoficjalnym zakazem publikacji.
Frustrację związaną z przymusową bezczynnością Tyrmand przelał na łamy Dziennika 1954, w którym relacjonuje pierwsze trzy miesiące roku 1954. Jawił się w nim jako przeciwnik komunizmu i ustroju socjalistycznego. Niewiele jednak wspomina o polityce, raczej z sarkazmem piętnuje cywilizacyjne, kulturowe i gospodarcze zacofanie Polski Ludowej. Dziennik zawiera również ostre sądy o wielu postaciach ówczesnej sceny kulturalnej. Tyrmand nie szczędzi również opisów swoich własnych przygód miłosnych.
Pisanie Dziennika przerwało w kwietniu 1954 zlecenie od wydawnictwa Czytelnik na napisanie Złego. Sensacyjną powieść o powojennej Warszawie wydano w grudniu 1955. Szybko stała się bestsellerem, a jej autor – rozpoznawalną postacią. Złego, który w wielu miejscach przemycał krytykę powojennych porządków, traktowano jako jeden ze zwiastunów odwilży w polskiej literaturze. Niemniej krytyka przyjęła książkę chłodno.
W kwietniu 1955 ożenił się ze studentką ASP, Małgorzatą Rubel-Żurowską, ich małżeństwo nie przetrwało długo. Drugą żoną Tyrmanda została pod koniec lat 50. dziennikarka „Przekroju” ds. mody, późniejsza projektantka Barbara Hoff. Pisarz, znany ze swojej bezkompromisowości oraz niekonwencjonalnego stylu życia (słynne były jego kolorowe skarpetki; zob. bikiniarz), stał się liderem powstającego ruchu jazzowego w Polsce. Organizował festiwale i koncerty, wydał też monografię U brzegów jazzu.
Passa literacka Tyrmanda trwała do roku 1958. Wydał jeszcze pierwszą część minipowieści Wędrówki i myśli porucznika Stukułki oraz zbiór opowiadań Gorzki smak czekolady Lucullus. Wraz z zaostrzaniem polityki wewnętrznej przez rządy Władysława Gomułki represje dotknęły też Tyrmanda. Cenzura zatrzymywała mu kolejne powieści, jak Siedem dalekich rejsów, odmawiano też wznowień (Zły stał się w ten sposób „białym krukiem”). Ostatnią powieścią, którą udało mu się podczas pobytu w Polsce opublikować, był Filip (1961). Zgodę na ostatni wyjazd za granicę otrzymał w 1959, potem odmawiano mu paszportu. Władza piętnowała w ten sposób jego ostentacyjnie „burżuazyjny” styl życia.
Kolejną niewydaną w Polsce powieścią Tyrmanda stało się ukończone w 1964 Życie towarzyskie i uczuciowe. Piętnował w niej postawy moralne środowiska inteligencji twórczej – pisarzy, dziennikarzy i filmowców – przede wszystkim ich służebną rolę wobec władzy. Pod fikcyjnymi postaciami bohaterów w łatwy sposób można było rozpoznać autentyczne postaci ówczesnej polskiej kultury. Fragmenty książki, będące pamfletem na popularny warszawski salon Ireny Krzywickiej, wydrukowano w (warszawskim) tygodniku „Kultura”. Wywołały one skandal w środowisku literackim.
Paszport otrzymał dopiero w 1965, a z Polski wyjechał 15 marca 1965. Decyzję o powrocie uzależnił od szans na wydanie Życia towarzyskiego i uczuciowego. Powieść została jednak zatrzymana przez wydawnictwo, a Tyrmand wydał ją w 1967 w paryskim Instytucie Literackim.

### Emigracja
W 1965 Tyrmand podróżował po Europie oraz Izraelu (tam spotkał się z matką). Na początku 1966 odwiedził Stany Zjednoczone. Najpierw korzystał ze stypendium Departamentu Stanu, przyznanego mu jako „znaczącej postaci opiniotwórczej”. Po kilku miesiącach podjął decyzję o pozostaniu w Stanach Zjednoczonych na stałe. Początkowo publikował w paryskiej „Kulturze”, ale szybko stał się postacią rozpoznawalną na amerykańskiej scenie publicystycznej. W latach 1967–1971 współpracował z renomowanym tygodnikiem „The New Yorker”, wydał też zbiory esejów: Dziennik amerykański oraz Zapiski dyletanta. W epoce kontrkultury i młodzieżowego buntu Tyrmand okazał się zwolennikiem wartości konserwatywnych, ostro sprzeciwiając się tendencjom lewicowym. Mottem jego twórczości z tego okresu stało się zdanie: „Przybyłem do Ameryki, aby bronić jej przed nią samą”. Wykładał na Uniwersytecie Stanowym Nowego Jorku i Uniwersytecie Columbia.
W 1971 „The New Yorker”, a następnie inne wydawnictwa odrzuciły mu pamflet na komunizm, wydany później jako Cywilizacja komunizmu. Wszedł również w konflikt z Jerzym Giedroyciem i zaprzestał publikacji w „Kulturze”. Tyrmand, uznając się za prześladowanego przez „kulturę liberalną”, nawiązał współpracę ze środowiskami konserwatywnymi. Trafił do założonego przez Johna A. Howarda The Rockford Institute. Podpisał list pisarzy polskich na Obczyźnie, solidaryzujących się z sygnatariuszami protestu przeciwko zmianom w Konstytucji Polskiej Rzeczypospolitej Ludowej (List 59). W 1976 rozpoczęli wydawanie miesięcznika „Chronicles of Culture”, który do dziś jest jednym z ważnych głosów amerykańskiego konserwatyzmu, a właściwie jego odmiany zwanej paleokonserwatyzmem. Wydawał również nieregularny periodyk „The Rockford Papers”. W latach 70. zredagował ponownie Dziennik 1954 i wydał go w 1980. Książka zyskała rozgłos na emigracji i w kraju, gdzie krążyła w drugim obiegu aż do pierwszego oficjalnego wydania w 1989 (jeszcze z ingerencjami cenzury).
Poglądy Tyrmanda w latach 70. ulegały zaostrzeniu. Krytykował mainstreamowe amerykańskie media oraz Hollywood, wskazując na niszczenie etosu tradycyjnych wartości, a nawet „pogrom i holocaust kulturowy”. Oskarżany w Polsce o pornografię, w Stanach zarzucał deprawację magazynowi „Playboy”. 
W sierpniu 1971 ożenił się po raz trzeci – z Mary Ellen Fox, swoją czytelniczką, doktorantką iberystyki na Uniwersytecie Yale. W styczniu 1981 urodziły im się bliźnięta: Rebecca i Matthew. 19 marca 1985, w wieku 65 lat, Tyrmand zmarł na zawał serca podczas wakacji w Fort Myers na Florydzie. Został pochowany na cmentarzu Wellwood w Pinelawn w Long Island.
Uchwałą Sejmu RP rok 2020 ogłoszono rokiem Leopolda Tyrmanda.
Cierpiał na wadę wymowy, nieprawidłowo wypowiadając głoskę „r”.

## Publikacje
Proza
- 1948: Hotel Ansgar
- 1955: Zły
- 1957: Gorzki smak czekolady Lucullus
- 1961: Filip (ekranizacja z 2022 pod tym samym tytułem)
- 1967: Życie towarzyskie i uczuciowe
- 1975: Siedem dalekich rejsów
- 1990: Wędrówki i myśli porucznika Stukułki (nieukończone)
- Pokój ludziom dobrej woli – zbiór w formie książkowej tekstów Leopolda Tyrmanda drukowanych w latach 1946–1963 w prasie polskiej.

Dziennik
- 1980: Dziennik 1954 (wersja oryginalna 1999). Angielskie tłumaczenie wersji z 1980 r.: Diary 1954, Northwestern University Press, Chicago, 2014, ISBN 978-0-8101-2951-1 (tłumacze: Anita K. Shelton i A.J. Wrobel)
- Dziennik 1954. Źródła, Oprac. Dariusz Pachocki, Warszawa 2024.

Listy
- Sławomir Mrożek, Leopold Tyrmand, W emigracyjnym labiryncie. Listy 1965-1982, wstęp i oprac. Dariusz Pachocki, posłowie. T. Nyczek, Kraków 2017.

Wybrana publicystyka
- 1967: Fryzury Mieczysława Rakowskiego („Kultura”, nr 10)
- 1967: Porachunki osobiste („Kultura”, nr 3)
- 1985: The Ugly Beautiful People: Essays on Liberal Culture

Zbiory esejów i publicystyki
- 1957: U brzegów jazzu
- 1970: Notebooks of Dilettante, w polskim wydaniu Zapiski dyletanta w tłumaczeniu Małgorzaty Wolanin (1991)
- 1972: The Rosa Luxemburg Contraceptive Cooperative. A Primer on Communist Civilization, w polskim wydaniu Cywilizacja komunizmu (1972)
- 1975: Tu w Ameryce, czyli dobre rady dla Polaków
- 2011: Tyrmand Warszawski (zbiór  felietonów)[15].

Dramat
- 1961: Polacy, czyli pakamera („Dialog”, nr 6)

Scenariusz
- 1963: Niebo – projekt scenariusza („Dialog”, nr 6)

## Filmografia
Jako aktor
- 1962: Jutro premiera - pisarz w Klubie Literatów, znajomy Wiewiórskiego

Jako scenarzysta
- 1955: Trzy starty
- 1963: Naprawdę wczoraj

## Upamiętnienie
- W lutym 2013 nazwę „pasaż Leopolda Tyrmanda” nadano drodze wewnętrznej pomiędzy placem Trzech Krzyży i ul. Marii Konopnickiej w Warszawie[16].
- Uchwałą Sejmu RP VIII kadencji z 26 kwietnia 2019 zdecydowano o ustanowieniu roku 2020 Rokiem Leopolda Tyrmanda[17]. Patronom roku 2020 poświęcono wydanie specjalne „Kroniki Sejmowej“[18].
- W 2020 r. Poczta Polska z okazji setnej rocznicy urodzin Leopolda Tyrmanda wyemitowała w nakładzie 144 tys. sztuk upamiętniający go znaczek pocztowy o nominale 3,30 zł[19][20].
- Od 2018 r. imię Leopolda Tyrmanda nosi ulica w Łodzi[21].